# Hans Pochhammer

Hans Pochhammer in seiner Kammer an Bord der SMS Gneisenau

Hans Pochhammer (* 14. Juni 1877; † 7. April 1946) war ein deutscher Marineoffizier (zuletzt Kapitän zur See) und Autor.

## Leben
Hans Pochhammer war der Sohn des Offiziers und Dante-Forschers Paul Pochhammer und dessen Ehefrau Margarete geb. Cauer. Seine Großeltern mütterlicherseits waren der Pädagoge Eduard Cauer und Marie Cauer geb. Streicher. Ein bekannter Name in Pochhammers Ahnenreihe war sein jüdischer Ururgroßvater Isaak Daniel Itzig (1750–1806), preußischer Hofbaurat, dessen Vater Daniel Itzig (1723–1799) Hofbankier Friedrichs des Großen war.
Bei Ausbruch des Ersten Weltkriegs war er Erster Offizier des Großen Kreuzers Gneisenau und kämpfte im Seegefecht bei Coronel und der Schlacht bei den Falklandinseln. Er überlebte als ranghöchster Offizier den Untergang der Gneisenau und ging anschließend für zwei Jahre in britische Kriegsgefangenschaft. Noch während des Krieges kehrte er im Austauschverfahren nach Deutschland zurück und hatte von November 1917 bis April 1918 das Kommando auf dem Linienschiff Schlesien inne.
Er publizierte im Jahre 1918 das Buch „Graf Spees letzte Fahrt“, das in mehrere Sprachen übersetzt wurde und bis heute verlegt wird. Pochhammer beschreibt darin aus seiner persönlichen Sicht das Schicksal des deutschen Ostasiengeschwaders bis zum Untergang und die anschließenden Erfahrungen in britischer Gefangenschaft. Nach dem Krieg hielt er Vorträge über seine Erlebnisse und übersetzte John Irvings Buch „Coronel and the Falklands“ zum gleichen Thema ins Deutsche.
Mit seiner Frau Erika geb. Schmidt (1883–1972) hatte Hans Pochhammer vier Kinder: Hans-Erik (1908–1940 gefallen), Hildegard (später Dr. med. Müller-Pochhammer, 1910–1969) sowie Paul (1917–2009) und Nicolaus (1917–1940 gefallen). Paul Pochhammer jr. bekleidete von 1966 bis 1982 das Amt des Bürgermeisters der Gemeinde Windeby.

## Publikationen
- Hans Pochhammer: Graf Spees letzte Fahrt, Verlag der Täglichen Rundschau, Berlin, 1918, ISBN 978-3-7502-3991-3  (aktuelle Auflage z. B. bei Wentworth PR 2018, ISBN 978-0-267-07000-8)
- John Irving: Coronel und Falkland, übersetzt von Hans Pochhammer, K. F. Koehler Verlag, Leipzig, 1928